# Iconoclastia

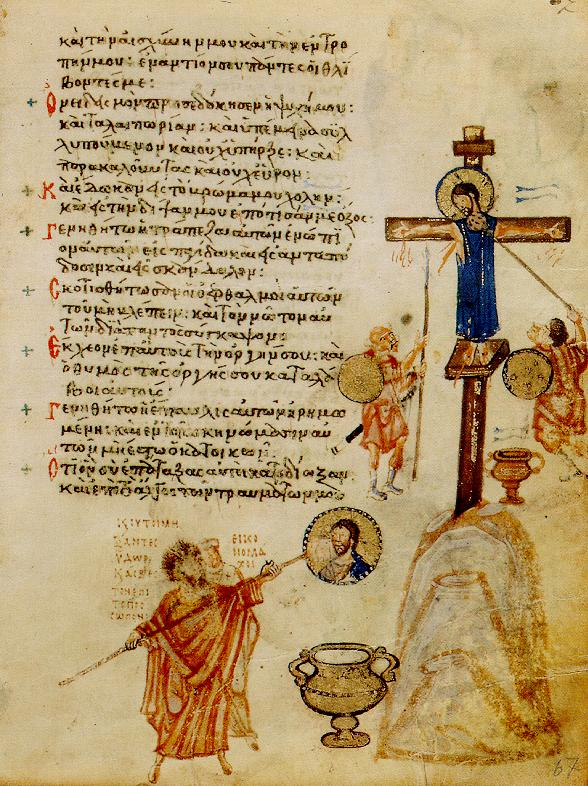
Página do Saltério Chludov criticando a iconoclastia. No fundo há uma representação da crucificação de Jesus no Gólgota. O artista compara os soldados romanos maltratando Jesus com os patriarcas iconoclastas João Gramático e o Antônio I de Constantinopla, destruindo o ícone de Cristo.

Iconoclastia ou Iconoclasmo (do grego εικών, transl. eikon, "ícone", imagem, e κλαστειν, transl. klastein, "quebrar", portanto "quebrador de imagem") é uma rejeição de imagens religiosas (pinturas, ícones, estátuas).
Foi também um movimento político-religioso contra a veneração de ícones e imagens religiosas no Império Bizantino que começou no início do século VIII e perdurou até ao século IX. Os iconoclastas acreditavam que as imagens sacras seriam ídolos, e a veneração e o culto de ícones por consequência, idolatria.
Em oposição à iconoclastia existe a iconodulia ou iconofilia (do grego que significa "venerador de imagem"), ao qual defende o uso de imagens religiosas, "não por crer que lhes seja inerente alguma divindade ou poder que justifique tal culto, ou porque se deva pedir alguma coisa a essas imagens ou depositar confiança nelas como antigamente faziam os pagãos, que punham sua esperança nos ídolos [cf. Sl 135, 15-17], mas porque a honra prestada a elas se refere aos protótipos que representam, de modo que, por meio das imagens que beijamos e diante das quais nos descobrimos e prostramos, adoramos a Cristo e veneramos os santos cuja semelhança apresentam.
Em 730, o imperador Leão III, o Isauro proibiu a veneração de ícones. O resultado foi a destruição de milhares de ícones pelos iconoclastas, bem como mosaicos, afrescos, estátuas de santos, pinturas, ornamentos nos altares de igrejas, livros com gravuras e inumeráveis obras de arte. O iconoclasmo foi oficialmente reconhecido pelo Concílio de Hieria de 754, apoiado pelo imperador Constantino V e os iconófilos severamente combatidos, especialmente os monges. O concílio não teve a participação da Igreja Ocidental e foi desaprovado pelos papas, provocando um novo cisma. Posteriormente a imperatriz Irene, viúva de Leão IV, o Cazar, em 787 convocou o Segundo Concílio de Niceia, que aprovou o dogma da veneração dos ícones, e recuperou a união com a Igreja Ocidental. Os imperadores que governaram após ela — Nicéforo I e Miguel I Rangabe — seguiram com a veneração. No entanto, a derrota de Miguel I na guerra contra os búlgaros em 813, levou ao trono Leão V, o Arménio, que renovou a iconoclastia.
Durante a regência da imperatriz Teodora, o patriarca de Constantinopla e iconoclasta João VII foi deposto, e em seu lugar erguido o defensor da veneração Metódio I. Sob a sua presidência em 843, ocorreu outro concílio, que aprovou e subscreveu todas as definições do Segundo Concílio de Niceia e novamente excomungou os iconoclastas. Ao mesmo tempo foi definido (em 11 de março, data da reunião do concílio em 843) a proclamação da memória eterna da ortodoxia e o anatematismo contra os hereges, ainda realizada na Igreja Ortodoxa atualmente como o "Domingo da Ortodoxia" (ou "Triunfo da Ortodoxia").

## Antecedentes iconoclastas

O símbolo do peixe (ICTYS), recorrente no início da iconografia cristã. O termo "peixe" em grego (ichthýs) é o acrônimo de (Iēsõus Christòs Theõu Yiòs Sōtêr), Jesus Cristo Filho de Deus Salvador.

Registros das comunidades cristãs primitivas, especialmente das catacumbas, indicam que estes representavam Jesus com imagens e iconografias, como um peixe, cenas bíblicas, e outros ícones representando santos e anjos. Nos dois primeiros séculos há poucas esculturas e estátuas, uma vez que elas eram mais difíceis de confeccionar, e custavam mais caro. Mas a partir do século III surgem diversos exemplos de seu uso pelos fiéis. Os cristãos também oravam pelos mortos e acreditavam na intercessão dos santos, essas práticas eram conhecidas por alguns antigos grupos judeus, e especula-se que o cristianismo pode ter tomado a sua prática similar. Diversos Padres da Igreja atestam esta doutrina. No século IV, as basílicas e os demais templos cristãos eram comumente decorados com ícones e mosaicos nas paredes. Nessa mesma época, Basílio, o Grande, bispo da Cesareia (atual Kayseri) referindo-se ao mártir Barlaam, incentiva os artistas a retratar a vida de um santo. São João Crisóstomo também escreveu sobre a distribuição de imagens de São Melécio de Antioquia e Teodoreto de Ciro, e relata que retratos de São Simeão eram vendidos em Roma.

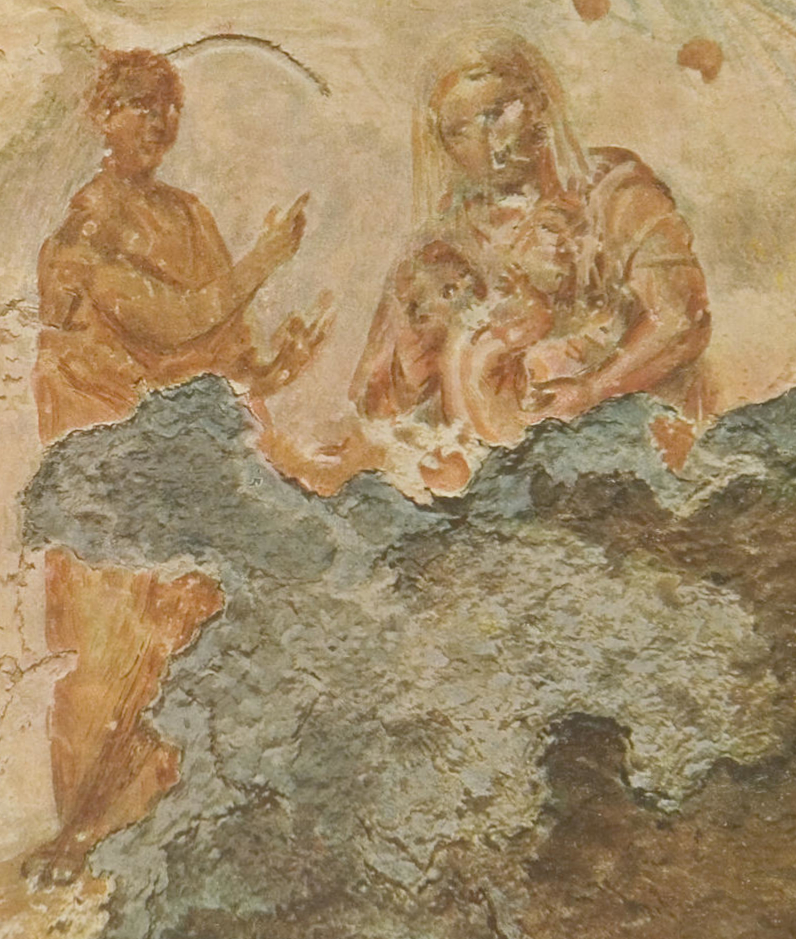
A mais antiga imagem conhecida de Maria com o menino Jesus Cristo.século II, Catacumbas de Santa Priscila, Roma

Apesar deste apoio a representação de pessoas santas e acontecimentos da história bíblica e eclesiástica, no mesmo período, surgem as primeiras objeções contra o uso de ícones. Por exemplo, Eusébio de Cesareia fala negativamente sobre o desejo da irmã do imperador ter um ícone de Cristo.[carece de fontes?] Epifânio ao ver na igreja um véu com a imagem de um homem, rasgou-o e o deu para cobrir o caixão de um mendigo.[carece de fontes?] Na Espanha, o Sínodo de Elvira (início do século IV) aprovou uma resolução contra as pinturas murais em igrejaː
| “ | As pinturas nas igrejas e o que é retratado nas paredes não são, e não devem ser objeto de culto e adoração. | ” |

Até o início do século VI surgiram outras posições iconoclastas, devido à expansão do monofisismo. O líder monofisista Severo de Antioquia era contra os ícones de Cristo, da Virgem Maria, dos santos e até mesmo a imagem do Espírito Santo como uma pomba. Apesar da amplitude desse movimento, surgiram diversos santos e outras personalidades a favor da veneração de ícones, como Anastácio do Sinai, que escreveu em defesa dos ícones, e Simeão Estilita, o Moço queixou-se ao Imperador Justiniano II de ofender os "ícones do Filho de Deus e da Santíssima e Gloriosa Virgem". Em algumas regiões, no final do século VI e início do século VII houve fortalecimento da iconoclastia, como em Marselha, em que o bispo Soren em 598 destruiu todos os ícones da igreja, o Papa Gregório Magno escreveu a ele sobre isso, elogiando o zelo para a luta contra a superstição, mas exigiu que os ícones fossem restaurados, uma vez que os fiéis eram pessoas comuns, em vez de livros, à congregação compreendia o verdadeiro caminho através dos ícones.
O crescimento da iconoclastia surgiu especialmente em áreas do império que faziam fronteira com os territórios dos árabes do Islã (que eram hostis a imagens). Nesses locais o sincretismo também originou diversas outras heresias cristãs, tais como o montanismo e marcionismo. Uma vez que os seguidores do Islã consideravam ícones ilegais, os imperadores bizantinos, buscando uma convivência pacífica com os muçulmanos, fizeram concessões iconoclastas. Assim, o imperador Filípico antes de sua expulsão em 713, aprovou uma lei contra a veneração dos ícones.

## Causas da iconoclastia
Pesquisadores apontam as principais causas da iconoclastia em dois grupos:
- Associação com o judaísmo e o Islã: Através da iconoclastia os imperadores bizantinos desejam destruir um dos principais obstáculos para a aproximação cristã com os judeus e muçulmanos, que possuem uma atitude negativa para com os ícones, assim facilitando a subordinação dos povos do império que professavam essas religiões.[9]
- A luta contra a influência da igreja: Até o século VIII, a influência da Igreja no império cresceu substancialmente, havendo um aumento significativo na quantidade de propriedades da Igreja e dos mosteiros. Por esta razão, os imperadores iconoclastas desejavam desviar recursos humanos e dinheiro da igreja para o Estado. Uma vez que a influência econômica dos mosteiros provinha principalmente da confecção de imagens, foi proibida sua fabricação e veneração,[10] bem como muitas propriedades e mosteiros foram confiscados.[9]

## Perseguição

### A destruição de ícones, mosaicos e afrescos
Os iconoclastas em muitas regiões queimaram os ícones nas paredes dos templos, destruindo mosaicos e afrescos, bem como livros com temas cristãos. Um dos casos mais conhecidos de vandalismo foi a destruição da decoração da Igreja de Santa Maria de Blaquerna. Uma obra da época sobre o assunto dizia: "… os ícones foram jogados — uns no pântano, outros — no mar, e outros — no fogo (…).".

### Perseguição e morte de iconófilos
| “ | Muitos chefes e soldados caluniaram o culto dos ícones, e comandaram várias execuções, e brutais torturas. Ele obrigou todos em seu reino a jurarem não cultuar ícones, e Constantino fez até o patriarca (…), subir ao púlpito, e (…) jurar que ele não acredita nos devotos dos santos ícones. Ele convenceu-o junto com outros monges, que [comemoravam] comendo carne e estando presente na mesa real com canções e danças. | ” |
|   | — Narração de incidente iconoclasta segundo a tradição popular Cronograma de Feofana (766 anos). |   |

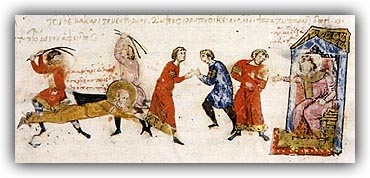
Pintura do século XIII que mostra a execução de monges.
Crônica de João Escilitzes, no manuscrito conhecido como "Escilitzes de Madrid".

O assédio dos iconoclastas em primeiro lugar, afetou o monaquismo bizantino: Constantino V publicamente tomou partido da iconoclastia, assim seus partidários maltrataram e perseguiram monges: "… muitos monges morreram golpeados por chicotes e até por espadas, incontáveis ficaram cegos, em alguns foi jogado cera e óleo na barba, e foi colocado fogo nela e, assim, foi queimado o rosto e cabeça. Depois de muitas torturas outros foram mandados para o exílio". Em uma das perseguições contra iconófilos, antes de sua execução, os monges foram forçados a comparar seus templos com o templo de Diocleciano. Em 25 de agosto de 766, vários iconófilos foram publicamente ridicularizados e 19 dignitários foram punidos. Várias das vítimas da perseguição mais tarde foram canonizadas (por exemplo, André de Creta e outros).